# Hinckley (stacja kolejowa)
Hinckley (ang: Hinckley railway station) – stacja kolejowa w Hinckley, w hrabstwie Leicestershire, w Anglii, w Wielkiej Brytanii. Stacja jest własnością firmy Network Rail i jest zarządzana przez East Midlands Trains (EMT) oraz Train Operating Company (TOC).
Bilet na podróż pociągiem można zakupić u konduktora w pociągu lub w kasach na stacji.
Stacja znajduje się na trasie CrossCountry Birmingham to Peterborough Line pomiędzy Leicester i Birmingham New Street i na 21 km na zachód od Leicester.
Stacja została otwarta w 1861, jako część South Leicestershire Railway Na przełomie 2009/10 z usług stacji skorzystało 273 510 pasażerów.